# なにをなすべきか?

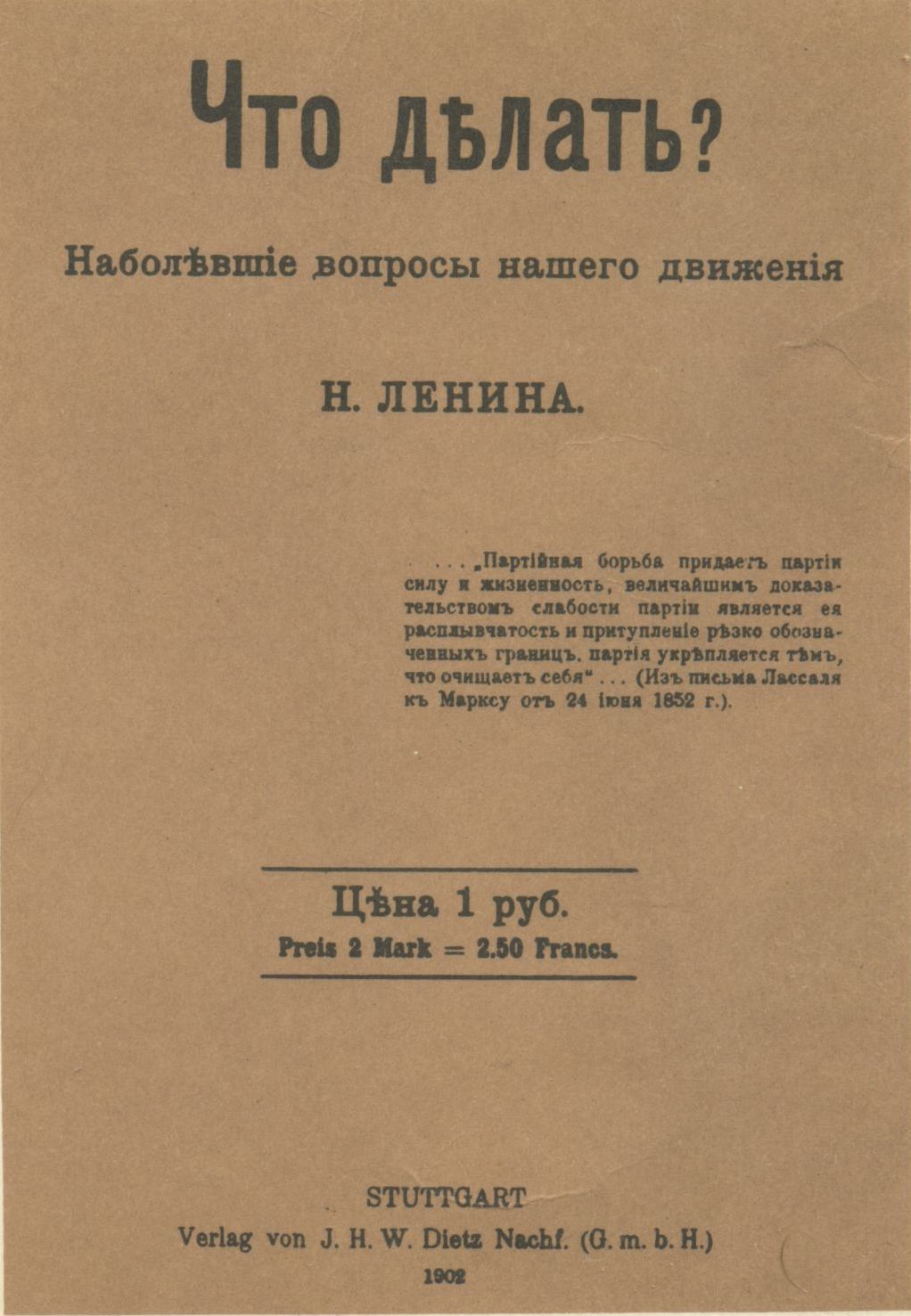
初版の表紙

『なにをなすべきか？』（ロシア語: Что делать?、英: What Is to Be Done?）は、1902年のウラジーミル・レーニンの著作。1898年に創立大会を開いたが弾圧で解体されてしまったロシア社会民主労働党の再建へ向け、全国的政治新聞の創刊をそのための手段として訴えるとともに、専制打倒のための政治闘争より労働運動を重視しようとする傾向を批判した。

## 背景
ロシアでは1890年代半ばから労働運動が高揚し、それにともなって社会民主主義運動も拡大した。1898年にはロシア社会民主労働党の創立大会が開かれた。しかし直後の弾圧により党は解体してしまい、各地の社会民主主義グループはバラバラのまま活動していた。
一方、労働運動の高揚を背景として、活動の重点を専制の打倒をめざす政治闘争から労働運動へと移そうとする傾向が現れた。従来の目標を維持しようとする勢力はその傾向を経済主義と呼んで批判していた。
対立は国外に亡命していた社会民主主義者のあいだで先鋭化していった。プレハーノフを中心とする「労働解放」団は政治闘争を最優先とする立場を維持したのに対し、もともと「労働解放」団の提唱によってつくられた在外ロシア社会民主主義者同盟（在外同盟）は経済主義の影響を受けた。「労働解放」団は在外同盟の中で少数派となり、1900年に決別して新たにロシア革命的組織「社会民主主義者」団をつくった。
同じ時期、流刑中だったレーニンは経済主義を批判する「ロシア社会民主主義者の抗議」を書き、賛同したマルトフ、ポトレーソフとともに「トロイカ」を結成した。「トロイカ」は党の再建のための第一歩として全国的政治新聞を創刊する計画を掲げ、流刑終了後に活動を開始した。ロシア各地で計画への賛同を集め、国外に出て「労働解放」団と協議した。その結果、1900年12月に『イスクラ』が創刊された。
『イスクラ』派は在外同盟との統合も試みたが、在外同盟の中に経済主義的傾向が根強く残っていたために失敗に終わった。『イスクラ』派と在外同盟は党の再建をめぐってイニシアティブを争うライバルとなった。
そこでレーニンは、全国的政治新聞の構想を詳しく説明し、同時に在外同盟の機関紙『ラボーチェエ・デーロ』に現れた経済主義的傾向を批判することを目的として、『なにをなすべきか？』を執筆した。

## 概要
『ラボーチェエ・デーロ』は、『イスクラ』が「発展の客観的あるいは自然発生的要素の意義の過小視」に陥っていると批判した。しかし、自然発生的な労働運動は「組合主義的意識、すなわち、組合に団結し、雇主と闘争を行い、政府から労働者に必要なあれこれの法律の発布をかちとるなどのことが必要だという確信しか、つくりあげえない」。社会民主主義者は、自然発生性に拝跪するのではなく、それと闘い、労働運動を社会主義の方向へと導かなければならない。
専制の打倒による政治的自由の獲得をめざす政治闘争を最優先課題とすることは、階級性を捨てることにはならない。反対に、革命勢力の前衛となるために積極的にそのような政治闘争に関与しなければならない。そうしなければ労働者階級はブルジョア民主主義の後衛になってしまう。
『ラボーチェエ・デーロ』は、社会民主主義者の政治的任務を組合主義的に狭く理解しているだけでなく、組織上の任務の狭い理解にも陥っている。狭くて原始的な組織活動、その手工業性から脱却し、「政治闘争に精力と確固さと継承性とを保証できるような、革命家の組織をつくるという任務」を理解していない。
労働者の組織は、職業的組織で、できるだけ広範で、できるだけ秘密でないものでなければならない。一方、革命家の組織は、革命的活動を職業とする人々を含み、あまり広範でなく、できるだけ秘密なものでなければならない。
専制政治のもとでは、党の組織原則として民主主義を導入することはできない。公開性やすべての職務の選挙制は問題にならない。
エリ・ナデジヂンは、全国的新聞の必要性を提起した論文「なにからはじめるべきか？」について、「必要なことは、地方で強力な政治的組織に着手することである。われわれにはこういう組織がない。〔……〕地方に強力な政治的組織がそだてあげられないなら、どんなにりっぱに組織された全国的新聞があったところで、なんになろうか？」と批判している。しかし問題の核心は、全国的新聞以外には強力な政治的組織をそだてあげる手段はないということにある。定期的に発行される新聞は各地の組織を結びつけ、経験や人材の交換を保証するだろう。全国的新聞を中心として形成される組織は、革命の高揚期にも沈滞期にも対応できる組織になる。

## 反響
レフ・トロツキーは、第二回党大会での分裂においてメンシェヴィキ側につき、その立場から『なにをなすべきか？』までさかのぼってレーニンの党組織論を批判した。
トロツキーは「経済主義」批判によって党が大衆との結びつきを失ってしまったことを指摘する。
トロツキーは二つの活動方法の違いに注意を促す。「プロレタリアートにかわっての思案、プロレタリアートの政治的代行」と、プロレタリアートの政治的教育、あらゆる政治的団体・党派の意志に合目的的な圧力をかけるためのプロレタリアートの政治的動員」である。レーニンの党組織論は前者であって、プロレタリアートを指導していないという点では経済主義と同じだという。